# Alasdair Hutton
Alasdair Hutton (n. 19 mai 1940) este un om politic britanic, membru al Parlamentului European în perioada 1979-1984 din partea Marii Britanii.
1. ↑  Deputații în Parlamentul European